# Найт, Корбэн
Корбэн Найт (англ. Corban Knight; род. 10 сентября 1990, Оливер, Британская Колумбия) — канадский хоккейный нападающий, в настоящее время выступающий за швейцарский «Берн».
В свое время он был выбран в пятом раунде, под общим 135-м номером клубом «Флорида Пантерз» на драфте НХЛ 2009 года. Найт играл четыре сезона за хоккейную команду Университета Северной Дакоты, Fighting Sioux и был финалистом премии Хоби Бейкера в 2012—2013 годах.

## Ранние годы
Найт родился в Оливере, Британская Колумбия, и переехал в Хай Ривер, Альберта, в возрасте 11 лет. Его родители — Джек и Лори Найт. Джек Найт — баптистский священник и капеллан организаций «Калгари Флэймз» и «Калгари Стампидерс».
Играя в юношеский хоккей с Strathmore UFA Bisons, Найт возглавил Юниорскую хоккейную лигу Альберты по количеству голов в 2007-08 годах с 65 очками. Он был также назван самым ценным игроком на World Invitational Tournament 2007 Mac’s Midget AAA после того, как возглавил мероприятие по количеству очков. Затем играл с «Окотокс Ойлерз» в Молодёжной хоккейной лиге Альберты (AJHL). Он сыграл несколько игр с «Ойлерз» в 2007—2008 годах, а затем выиграл награду «Новичок года» лиги в 2008-09 годах, заняв восьмое место в общем зачете AJHL с 72 очками, включая 34 гола.

## Карьера

### Студенческие лиги
«Флорида Пантерз» выбрала Найта в пятом раунде, под общим 135-м номером на драфте НХЛ 2009 года. Хотя он ожидал вернуться в «Окотокс» в сезоне 2009-10, но вместо этого присоединился к Университету Северной Дакоты (UND) на полную стипендию после того, как младший нападающий Мэтт Фраттин был уволен из команды. Найт изучал физическое воспитание, физические упражнения и оздоровление, посещая UND.
На первом курсе Найт финишировал вторым в команде по количеству очков новичка с 13 очками и дважды был назван новичком недели Западной университетской хоккейной ассоциации (WCHA). Найт и УНД выиграли свой первый из трех подряд трофеев Бродмура в качестве чемпионов плей-офф WCHA. Он финишировал вторым в команде и 10-м в WCHA с 40 очками на втором курсе, 2010-11, и установил школьный рекорд по эффективности вбрасывания; он выиграл 59,9 процента розыгрышей, превзойдя отметку Зака Париза в 59,1 процента в 2003-04 годах. Найт был назначен помощником капитана в юношеском сезоне 2011—2012 годов и закончил с 40 очками. Он выиграл спортивную стипендию Мемориала Арчи Крума, которую школа выдавала игроку, который «демонстрирует лидерские качества, высокие академические стандарты и спортивные достижения».
Завершив свое право на поступление в колледж в 2012-13 годах, Найт записал свой третий сезон подряд с 40 очками, когда его 16 голов и 33 передачи составили личный рекорд в 49 очков. У него была 19-игровая серия очков, самая длинная для любого игрока UND за 25 лет. Найт получил стипендию Джеффа Андерсона как самый ценный игрок UND, был включен в состав Символической сборной команды Западного региона Национальной студенческой спортивной ассоциации и вошел во вторую команду на Всеамериканском уровне. Он также вошел в десятку финалистов Премии Хоби Бейкера как лучший игрок в американском колледже хоккея; награду в конечном итоге выиграл Дрю Леблан.

### Профессиональные лиги
После его окончания «пантеры» должны были подписать с Найтом контракт, иначе они рисковали потерять на него права, так как он стал бы неограниченно свободным агентом. Не имея возможности прийти к соглашению о сделке, «Флорида» решила обменять его в «Калгари Флэймз» в обмен на выбор в четвёртом раунде на драфте НХЛ 2013. Найт начал сезон 2013-14 в Американской хоккейной лиге с командой «Абботсфорд Хит». У него было 14 голов и 51 очко в своих первых 53 играх, когда серия травм в «Калгари» привела к его вызову 5 марта 2014 года. Найт дебютировал в НХЛ в ту же ночь, когда его команда обыграла «Оттаву Сенаторз» со счетом 4:1. Он набрал своё первое очко в НХЛ, забросив шайбу в ворота вратаря Фредерика Андерсена в победном матче против «Анахайм Дакс» со счетом 7:2 12 марта 2014 года.
В течение сезона 2014—2015 годов, когда Найт играл в фарм-клубе АХЛ «Адирондак Флэймз», «Флэймз» обменял Найта в его первоначальный клуб, «Флорида Пантерз», в обмен на Дрю Шора 9 января 2015 года
1 сентября 2016 года Найт подписал однолетний контракт АХЛ с «Лихай Вэлли Фантомс». В сезоне 2016-17 он сыграл 72 игры с «Фантомс», где он забил 11 голов и 29 передач, набрав 40 очков. 1 июля 2017 года Найт был вознагражден своим сезоном, восстановив контракт с НХЛ, заключив двухлетнее двустороннее соглашение с «Филадельфией Флайерз». Найт показал неплохие результаты в сезоне 2017-18: в «Фантомс» забил 14 голов и сделал 23 передачи всего за 58 игр.
В качестве свободного агента он покинул Северную Америку и 28 мая 2019 года подписал однолетний контракт с «Барысом» из Нур-Султана из КХЛ. За казахстанский клуб забил 20 голов и набрал 40 очков в 60 матчах регулярного чемпионата в сезоне 2019-20, а также отдал одну голевую передачу в победной серии «Барыса» в первом раунде плей-офф перед отменой сезона из -за пандемии COVID-19.
В качестве свободного агента заключил двухлетний контракт с российским клубом «Авангард» 1 мая 2020 года.
30 августа 2023 года Найт подписал контракт с «Берном» на год.

## Достижения и награды
- Новичок года AJHL 2008—2009
- Победа Broadmoor Trophy 2010 с Университетом Северной Дакоты
- Победа Broadmoor Trophy 2011 с Университетом Северной Дакоты
- Победа Broadmoor Trophy 2012 с Университетом Северной Дакоты
- Вторая команда звезд WCHA 2013
- Финалист Премии имени Хоби Бейкера в 2013 г.
- Обладатель Кубка Гагарина 2021

## Статистика
| Легенда | Легенда                    | Легенда | Легенда                   | Легенда | Легенда    |
| ------- | -------------------------- | ------- | ------------------------- | ------- | ---------- |
| И       | Количество проведённых игр | Штр     | Штрафное время            | +/−     | Плюс-минус |
| Г       | Голы                       | П       | Голевые передачи          | О       | Очки       |
| -       | Статистика неизвестна      | —       | Статистика не учитывалась |         |            |